# توشیتادا یوشیدا
توشیتادا یوشیدا (انگلیسی: Toshitada Yoshida؛ زادهٔ ۱ سپتامبر ۱۹۴۷) کشتی‌گیر اهل ژاپن بود.